# Tatort: Stille Nacht
Stille Nacht ist ein Fernsehfilm aus der Krimireihe Tatort. Der von Radio Bremen produzierte Beitrag ist die 1283. Tatort-Episode und wurde am 8. Dezember 2024 im SRF, im ORF und im Ersten ausgestrahlt. Das Bremer Ermittlerduo Moormann und Selb ermittelt in seinem sechsten gemeinsamen Fall.

## Handlung
Die Ermittlerinnen Liv Moormann und Linda Selb haben zu Weihnachten Feiertagsdienst. Am 1. Weihnachtsfeiertag wird der Kapitän Hendrik Wilkens erschossen in seinem verwüsteten Zimmer aufgefunden. Der Tod war etwa um Mitternacht eingetreten. Außer Hendrik Wilkens Ehemann, dem Arzt Bjarne Wilkens, sind noch Hendriks Sohn Marco mit seiner Frau Nahid und ihrer Tochter Sophia sowie Hendriks Tochter Fabienne Wilkens und der philippinische Matrose Andy Magbanua anwesend. Andy und die Familienmitglieder geben an, sich erst durch Vermittlung der Seemannsmission kennengelernt zu haben.
Die kriminaltechnische Untersuchung ergibt, dass ein Einbruch nur vorgetäuscht wurde, Wilkens also von einem oder einer der Anwesenden getötet wurde.
Auf der Seemannsmission ermittelt Selb, dass Andy sich gezielt zu Familie Wilkens einladen ließ. Da flieht Andy aus dem Haus. In Wahrheit ist er Jomel Malinao. Sein Bruder Nelson war 2022 ertrunken, nachdem er von einem Auto angefahren und mutmaßlich vom Fahrer ins Wasser geworfen wurde. Jomel wusste, dass Hendrik Wilkens damals der Täter war, und schlich sich deshalb mit gefälschter Identität in die Familie ein. Er konfrontierte Hendrik Wilkens mit dieser Tat. Als Hendrik sich danach mit einer Jagdpistole seines Sohns Marco das Leben nehmen wollte, versuchte Fabienne, ihn daran zu hindern. Bei einem Gerangel löste sich jedoch ein Schuss. Darauf verwischte die Familie die Spuren und täuschte einen Einbruch vor.
Vor der Polizeistation trifft Fabienne Jomel und gesteht ihm, dass sie 2022 in betrunkenem Zustand Nelson angefahren hatte. Jomel verzeiht ihr.

## Hintergrund
Der Film wurde vom 7. November 2023 bis zum 6. Dezember 2023 in Bremen und Umgebung gedreht.

## Rezeption

### Kritiken
„›Stille Nacht‹ ist ein klassischer Whodunit-›Tatort‹, bei der Kommissarin Selb und Kollegin Moormann durchspielen, wer aus dem kleinen Personenkosmos aus welchen Gründen als Täterin oder Täter infrage kommt. Und weil man dabei in Rückblenden immer wieder den möglichen Mordverlauf durchspielt, erklingt unentwegt der Weihnachtshit von Wham!. Gleichzeitig gelingt es den Verantwortlichen, das konventionell geplottete Täterrätsel als anrührendes Weihnachtsmelodram aufzulösen. Tannenbaum-›Tatorte‹ sind ja oft furchtbar ironisch  oder sie verheben sich am gesellschaftspolitischen Anspruch . In dieser Episode geht es bei allem drolligen Gebimmel völlig ernst um Menschen, die nicht mehr da sind und mit denen man doch auf ewig verbunden ist. Durch ihre Taten. Durch ihre Liebe. Jedes Leben hinterlässt Spuren.“

„[…] wenn man genauer hinschaut, bleiben alle Akteure blass. Kein Charakter wird ausgeleuchtet, nichts geht in die Tiefe. Was Psychogramm hätte sein sollen, bleibt Skizze. Bei den Ermittlerinnen ist es ähnlich.“

### Einschaltquoten
Die Erstausstrahlung von Stille Nacht am 8. Dezember 2024 wurde in Deutschland von 8,07 Millionen Zuschauern gesehen und erreichte einen Marktanteil von 29,3 % für Das Erste.